# Allgemeines Währungssymbol
Das allgemeine Währungssymbol (¤), auch Münzsymbol, umgangssprachlich aufgrund seines Aussehens auch als Schildkröte oder Sputnik bezeichnet, dient in der Typographie als Platzhalter für eine beliebige nationale Währung.
Es kommt immer dann zum Einsatz, wenn zum Ausdruck gebracht werden soll, dass an seiner Stelle das jeweilige nationale Währungssymbol stehen soll, aber zunächst unerheblich oder noch nicht näher spezifiziert ist, welches das später sein wird. So taucht es beispielsweise in vielen Computer-Betriebssystemen bei der Einstellung auf, ob das zu den Ländereinstellungen des jeweiligen Benutzers gehörige spezifische Währungssymbol vor oder nach dem Währungsbetrag angezeigt werden soll.
Das allgemeine Währungssymbol war früher auch auf Tastaturen von Computern, Fernschreibern und elektrischen Schreibmaschinen zu finden.

## Darstellung auf Computersystemen
| Zeichen | Unicode Codepunkt verlinkt auf den Unicodeblock | Bezeichnung/Beschreibung   | Dezimal- code | HTML- Entität | LaTeX         | Tastatureingabe mit Belegung E1 |
| ------- | ----------------------------------------------- | -------------------------- | ------------- | ------------- | ------------- | ------------------------------- |
| ¤       | U+00A4 currency sign                            | Allgemeines Währungssymbol | 0164          | &curren;      | \textcurrency | – 4                             |

Im Zeichensatz ISO-8859-1 sowie in einigen anderen europäischen Zeichensätzen ist es ebenfalls als Zeichen A4 enthalten – in ISO-8859-15 liegt an dieser Code-Position allerdings das Eurozeichen (€); das allgemeine Währungssymbol ist in diesem Zeichensatz nicht enthalten.
Es ist außerdem Bestandteil der Internationalen Referenzversion (IRV) von ISO 646, wo es an Code-Position 24hex anstelle des Dollarzeichens steht. Vor allem in Ländern des Ostblocks wurde diese Variante bevorzugt genutzt.